# Kalenborn-Scheuern
Kalenborn-Scheuern település Németországban, Rajna-vidék-Pfalz tartományban. Lakosainak száma 400 fő (2023. december 31.).

## Népesség
A település népességének változása:
| Lakosok száma | 345  | 394  | 379  | 382  | 390  | 400  |
|               | 1975 | 2017 | 2019 | 2021 | 2022 | 2023 |